# Конвенция о защите детей и сотрудничестве в отношении иностранного усыновления
Конвенция о защите детей и сотрудничестве в отношении иностранного усыновления была подписана 29 мая 1993 года и вступила в силу 01.05.1995 года. Ее главная цель, создание гарантий того, чтобы иностранное усыновление осуществлялось в наилучших интересах ребёнка и при соблюдении его основных прав, признанных международным правом в Гааге.
- Конвенция была подписана в целях создания системы сотрудничества между договаривающимися государствами для обеспечения действенности таких гарантий и посредством этого предотвратить похищение, продажу детей или торговлю ими, а также обеспечить признание усыновлений в договаривающихся государствах, совершенных в соответствии с Конвенцией.

Всего подписали и ратифицировали 78 стран мира, из них: подписали — 52 страны и ратифицировали −77 стран.
- Единственная страна в СНГ которая первой ратифицировала эту Конвенцию — Республика Казахстан. Закон о ратификации Конвенции Казахстаном был подписан президентом Н. Назарбаевым 12 марта 2010 года и вступил в силу 1 ноября 2010 года.[1]
- В 2012 году закон о ратификации этой Конвенции был принят в Кыргызской Республике Жогорку Кенешем (Парламент) страны[2].
- Российская Федерация подписала Конвенцию 7 сентября 2000 года, но до сих пор её не ратифицировала, поэтому она не действует в отношении Российской Федерации[3].

## Цели
В преамбуле к Конвенции говорится:
Международное усыновление должно быть совершено в интересах ребенка с соблюдением его или ее прав и для предотвращения похищений, продаж или торговли детьми. И каждое государство должно в приоритетном порядке принять меры, позволяющие ребенку оставаться под присмотром его или ее семьи происхождения.
Основные цели Конвенции изложены в статье 1:
- установить защитную систему для того, чтобы международное усыновление происходило в интересах ребенка с уважением его или ее прав, признанных в международном законе;
- создать систему сотрудничества между договаривающимися государствами, чтобы убедиться, что эта защита работает, и таким образом предотвратить похищения, продажу или торговлю детьми;
- сохранить в договаривающихся государствах признание усыновлений, сделанных в соответствии с Конвенцией.

## История
Конвенция была организована Гаагской конференцией по международному частному праву, выдающейся организацией в области международного частного права. Он был подписан 29 мая 1993 года и вступил в силу 1 мая 1995 года. По состоянию на март 2019 года Конвенцию ратифицировали 99 государств. Южная Корея, Непал и Россия подписали, но не ратифицировали ее. Многие страны, которые не ратифицировали Конвенцию и не имеют права усыновлять своих детей или детей.